# Matt Wait
Matt Wait (Lodi, 2 giugno 1976) è un pilota motociclistico statunitense.

## Carriera
Nel 1996 corse il campionato AMA Supersport 600 (arrivando 7º con una Honda) e quello Harley-Davidson supertwins, che vinse davanti a Ben Bostrom.
Nel 1997 corse nell'AMA Superbike Championship e nell'AMA Supersport per la Honda. Nel 1998 disputò la sua unica stagione nel motomondiale, nella classe 500 con la Honda NSR 500 V2 del team F.C.C. TSR, classificandosi 19º.
Nel 1999 gareggiò nell'AMA Superbike Championship con le Ducati 996 del team Fast by Ferracci, con compagno di squadra Larry Pegram. Nel 2003 ha corso nel campionato AMA Supersport 600 per la Yamaha.

## Risultati nel motomondiale
| 1998 | Classe | Moto  |     |    |    |     |    |    |    |     |    |    |    |    |    |    |  | Punti | Pos. |
| ---- | ------ | ----- | --- | -- | -- | --- | -- | -- | -- | --- | -- | -- | -- | -- | -- | -- |  | ----- | ---- |
| 1998 | 500    | Honda | Rit | 12 | 20 | Rit | 18 | 13 | 13 | Rit | 14 | 20 | 18 | 14 | 13 | 17 |  | 17    | 19º  |

| Legenda | 1º posto        | 2º posto            | 3º posto            | A punti      | Senza punti        | Grassetto – Pole position Corsivo – Giro più veloce |
| Legenda | Gara non valida | Non qual./Non part. | Ritirato/Non class. | Squalificato | '-' Dato non disp. | Grassetto – Pole position Corsivo – Giro più veloce |